# Rollinia emarginata
Rollinia emarginata,  comúnmente denominada araticú, aratiku'i, araticú chiquito o arachichú (del idioma guaraní aratiku), es una especie de planta higrófita y heliófita, de la familia Annonaceae.

## Descripción
Es una planta que habita los márgenes de bosques, matorrales, áreas secundarias y bosques degradados. No es común dentro del bosque alto. Es un árbol pequeño a mediano, de 5 a 10 m de altura y un diámetro a la altura del pecho de hasta 40 cm, casi siempre verde. Las ramas son largas, horizontales hasta péndulas. Forman una copa alargada de follaje denso y color verde oscuro. El tronco es recto, derecho o suavemente tortuoso y cilíndrico. El fuste mide de 2 a 9 cm de largo.
La corteza externa es gris y muy delgada, lisa en los ejemplares jóvenes, levemente fisurada en árboles viejos, con escamas rectangulares pequeñas. Al ser raspada tiene un color pardo oscuro. La corteza interna es fibrosa, de color blanquecino a amarillento, con estrías más claras. Mide de 10 a 12 mm de espesor.
Las hojas son alternas, colgantes, en dos hileras, variables en forma, desde ovadas o elípticas hasta aovadas y en tamaño de 8 a 15 cm de largo por 3 a 7 cm de ancho o más pequeñas, con ápice romo, verde oscuras, la cara inferior a menudo pelosa, con peciolo corto.
La inflorescencia axilar tiene 1 a 3 flores amarillentas, de 2 a 4 cm de diámetro. Hay tres pétalos grandes y carnosos extendidos y tres pequeños. El fruto es un sincarpo redondeado amarillo de 2 a 4 cm de diámetro, dulce y comestible, compuesto de numerosos frutos individuales redondeados, todos desde una flor. Hay numerosas semillas, una en cada fruto, oblongas, negras, de 10 a 15 mm de largo por 4 a 6 mm de ancho. Florece de agosto a enero y fructifica de diciembre a marzo.
La madera es blanca, liviana y blanda. Hay poca diferencia entre la albura y el duramen. Tiene pocas aplicaciones. Es un árbol ornamental y frutal apropiado para el cultivo; pues el fruto tiene la pulpa comestible, muy dulce. La infusión de las hojas se toma en mate contra el dolor de garganta.

## Distribución
Esta planta se distribuye en el sur del Perú, el sur de Bolivia, el centro y sur del Brasil, el sur y este del Paraguay, el noreste de  Argentina.

## Taxonomía
Rollinia emarginata fue descrita por Diederich Franz Leonhard von Schlechtendal y publicado en Linnaea 9: 318, en el año 1835.
Sinonimia
- Rollinia emarginata var. longipetala (R.E.Fr.) R.E. Fr.
- Rollinia glaucescens Sond.
- Rollinia hassleriana R.E. Fr.
- Rollinia hassleriana var. vestita R.E. Fr.
- Rollinia intermedia R.E. Fr.
- Rollinia longipetala R.E. Fr.
- Rollinia odoriflora Rojas
- Rollinia sonderiana Walp.[6]